# Monte Gronlait
Il Monte Gronlait (2383 m s.l.m.) è una montagna del Trentino-Alto Adige appartenente al gruppo del Lagorai.